# Xu Si
Xu Si (chinesisch 徐思, Pinyin Xú Sī; * 24. Januar 1998 in Jieyang) ist ein chinesischer Snookerspieler aus Dongguan. Seit 2017 spielt er auf der Profitour.

## Karriere

### Von den Anfängen bis zur Juniorenweltmeisterschaft
Xu Si wurde im Kreis Jiexi der Metropole Jieyang geboren. 2009 begann er mit dem Snookerspielen, und nur ein Jahr später, als 11-Jähriger, gewann er sein erstes nationales Jugendturnier. Seine Ausbildung erhielt er in Dongguan, wo auch Ding Junhui zuhause war.
2013 nahm er mit 15 Jahren erstmals an den für Amateure offenen Turnieren der Players Tour Championship teil. Im Jahr darauf machte er bei den Haining Open erstmals auf sich aufmerksam, als er mit Andrew Pagett und Noppon Saengkham zwei Profis besiegte und unter die letzten 32 kam. Nach zwei weiteren Einzelturnieren im Jahr darauf wurden die PTC-Turniere aber eingestellt. So bekam er seine nächste Chance im Profisnooker erst wieder bei den World Open 2016. Mit einer Wildcard bekam er die Möglichkeit, sich für das Hauptturnier zu qualifizieren, was ihm mit einem Sieg über James Wattana auch gelang. Noch erfolgreicher war er wenig später bei der International Championship, wo er erneut ins Hauptturnier kam und danach in Runde 1 den Weltranglisten-14. Mark Williams mit 6:5 besiegte. Zum zweiten Mal stand er damit unter den letzten 32.
Zwei Monate zuvor war Xu Si bei der U21-Weltmeisterschaft in Belgien angetreten. Dort besiegte er mit Kacper Filipiak und Alexander Ursenbacher zwei Spieler, die bereits Profis gewesen waren. Der 6:5-Sieg über Ursenbacher im Finale, nach 3:5-Rückstand, brachte ihm den Titel als Juniorenweltmeister. Außerdem bedeutete er die Qualifikation für die Snooker Main Tour für die beiden folgenden Spielzeiten ab 2017. Außerhalb der Profitour vertrat er im Juli sein Heimatland China bei den World Games in Polen. Nach zwei Siegen über Mohammad Bilal und den lokalen Vertreter Kacper Filipiak verlor er im Halbfinale gegen Ali Carter. Im Spiel um die Bronzemedaille unterlag er dem Iraner Soheil Vahedi mit 2:3.

### Die Anfänge als Snookerprofi
Seine Profikarriere in der Saison 2017/18 begann er mit drei Niederlagen, bevor ihm bei den Indian Open gegen Michael Georgiou sein erster Sieg gelang. Danach schlug er bei diesem Turnier noch vier weitere Spieler, darunter Ricky Walden und David Gilbert aus den Top 24 der Weltrangliste, bis ihn John Higgins im Halbfinale stoppte. Danach folgten aber erst einmal wieder sechs Auftaktniederlagen, bevor er bei der UK Championship gegen Mark Davis gewann. Bei den Scottish Open profitierte er von einer Absage und kam mit zwei Siegen bis ins Achtelfinale. Bei den Welsh Open schlug er Alan McManus und anschließend zum zweiten Mal Georgiou und erreichte Runde 3. Die Erfolge hatte er bei kleineren Turnieren, die für die Rangliste nicht so viel brachten, bei den meisten großen Turnieren blieb er ohne Sieg. Deshalb war er zu Beginn des zweiten Jahres noch um einige Plätze von den Top 64 entfernt, in die er für den Verbleib auf der Profitour kommen musste. Nach seinem Auftaktsieg beim Riga Masters 2018 stand er auf Platz 71. Der nächste Sieg gelang ihm bei der China Championship gegen den Top-32-Spieler Martin Gould. Da er aber bei keinem Turnier über die zweite Runde hinauskam, trat er auf der Stelle. Am Saisonende gelangen ihm bei den China Open und der Weltmeisterschaft noch zwei wichtige Siege gegen Thepchaiya Un-Nooh bzw. Sean O’Sullivan, obwohl es seine höchsten Preisgelder der Saison waren, reichte es doch nicht für eine Verbesserung und die Top 64.
Er konnte nur auf der Tour bleiben, wenn er sich in der Q School nach Saisonende erneut qualifizierte. Und tatsächlich schaffte er es schon im ersten Turnier ins Entscheidungsspiel und mit einem 4:2-Sieg über Landsmann Wang Zepeng sicherte er sich zwei weitere Jahre als Profi. Aber die Saison 2019/20 verlief enttäuschend. Obwohl er höher platzierte Profis wie Matthew Stevens und Hossein Vafaei besiegen konnte, erreichte er nur viermal die zweite Runde. Weiter kam er nirgends und neunmal verlor er sein Auftaktspiel. Wegen der COVID-19-Pandemie trat er bei der abschließenden WM nicht an. 2020/21 erreichte er dann mit Siegen über Ken Doherty und Matthew Selt erstmals wieder die dritte Runde. Noch wichtiger war Runde 3 bei der UK Championship. Aber es blieb sein bestes Saisonergebnis. Ein paar einzelne Siege, wie das 6:1 gegen Stephen Hendry bei der WM, das das Comeback des 7-fachen Weltmeisters stoppte, halfen ihm nicht über Platz 77 zum Saisonende hinaus. Da aber zumindest das zweite Jahr relativ erfolgreich gewesen war, rettete ihn die Ein-Jahres-Rangliste. Als einer von acht Spielern in dieser Auswertung bekam er erneut ein Tourticket für zwei weitere Jahre.
Gleich zu Beginn der Saison 2021/22 erreichte Xu Si bei den British Open Runde 3.

## Erfolge
Ranglistenturniere
- Halbfinale: Indian Open (2017), International Championship (2024)
- Viertelfinale: Xi’an Grand Prix (2024)
- Achtelfinale: Scottish Open (2017), German Masters (2024)

Qualifikation für die Profitour
- Q School (2019 – Turnier 1)

Amateurturniere
- U21-Weltmeister: 2016